# 黎培志家庭档案馆
黎培志家庭档案馆，由前番禺环境监理所所长黎培志建立，被授予第001号“广州市家庭档案馆”称号。

## 馆长
黎培志出生于约1941年，曾担任番禺环境监理所所长，喜爱实物收藏，从50年代起就开始收藏。

## 收藏
- 日用工业实物

黎培志50多年来收藏的1000多件古董，包括19世纪英国的天使摆舵机械座钟，20世纪初瑞士制造的各种钟表，20世纪10年代的德国手摇机械留声机，20世纪30年代的美国派克水笔等各种金笔，还有20世纪40年代的法国挂墙磁石式电话等通讯类展品。现都托管于番禺区档案馆名人堂，以“日用工业实物收藏展”对公众展览。
- 黎培志个人档案

黎培志保存着自己小学毕业时校长的临别赠言、母亲与接生护士的合照、心脏搭桥手术时的心脏扫描图、授受采访时的报纸。